# Demetrius Alexandre Zambaco-Pacha
Demetrius Alexandre Zambaco-Pacha (Istanbul (Turquia), 6 de maig de 1832 - El Caire (Egipte), El Caire (Egipte), fou un metge turc d'origen grec.
Va estudiar a París, i més endavant, pels serveis prestats als hospitals d'aquella capital, va ser naturalitzat francès i va obtenir el càrrec de cap de clínica de la Facultat, essent, a més, elegit corresponent de l'Acadèmia de Medicina i de l'Institut de França.
Cridat pel Govern otomà per organitzar l'escola dels hospitals, va fixar la seva residència a Constantinoble, des d'on va enviar comunicacions als Congressos mèdics de Copenhaguen, Londres, Madrid, Roma, Viena, Moscou i Lisboa.
Publicacions:
- Affections nerveuses syphilitiques, obra premiada per la Acadèmia de Medicina de París (París, 1861);
- Hypertrophie du coeur pendant la grossesse (1862);
- L'antiquité de la syphilis en Europe, avant le retour de Christophe Colomb; Sur la lèpre, la femme et les exaltations religieuses en Orient; Morphinomanie (1833);
- Gangrène par perturbation nerveuse; Hemorrhoïdes de la vessie; Voyage chez les lèpreux, premiada per l'Institut de França (1893);
- Les lépreux ambulants de Constantinople, premi Montyon (1897);
- Survivance de la lèpre en France, en Bretagne, dans le Midi et la presence de lépreux meconnus dans les hôpitaux de París (1900);
- Des rapports de la maladie de Morvan et de la syringomyélie avec la lèpre; La syphilis chez les Pharaons, etc...
- La lépre á travers les âges (París, 1914);